# Tetramesa narendrani
Tetramesa narendrani är en stekelart som beskrevs av Sureshan 2004. Tetramesa narendrani ingår i släktet Tetramesa och familjen kragglanssteklar. Inga underarter finns listade i Catalogue of Life.